# Півострів Гуанахакабібес
Півострів Ґуанагакабібес — найзахідніша точка острова Куба. Він розташований у провінції Пінар-дель-Ріо, у муніципалітеті Сандіно, і малолюдний. Води, що оточують півострів, є важливими рибальськими угіддями на омарів та окуні. Він також може похвалитися категорією біосферного заповідника, занесений ЮНЕСКО в 1987 році. Його західний край, мис Сан-Антоніо (ісп. Cabo San Antonio), є найзахіднішою точкою Куби.

## Огляд
Його розташування у відкритих водах Мексиканської затоки робить його вразливим для ураганів. Ця територія сильно постраждала від урагану «Іван» у 2004 році та урагану «Вільма» у 2005 році.
Ґуанагакабібес був місцем першого табору примусової праці на Кубі, створеного в кінці 1960 року.

## Збереження
Національний парк Гуанахакабібес на півострові є одним з найбільших природних заповідників країни і відокремлений від решти острова рівнинами з білим піском, де лежить одна з найбільших областей Куби біля озера. Порівняно невелика територія містить близько 100 озер, а також найбільші і чисті родовища кремнеземного піску, чистота 99,8 %. Природний туризм є головною визначною пам'яткою 398,26 км2 (153,77 миля2) національного парку. На цій території мешкає 172 види птахів, що належать до 42 сімей, 11 із яких ендемічні, а 84 — перелітні. Експерти також вважають, що 4 з 7 видів морських черепах, що живуть на планеті, вижили на півострові Ґуанагакабібес. Берегова лінія також містить збережені коралові рифи, при цьому північне узбережжя вистелене затоками та островами західного архіпелагу Колорадос. Територія на південно-західній рівнині демонструє значний розвиток карстових структур, що обмежує існування поверхневих вод, але допускає проникнення навколишньої морської води. Афалін можна зустріти і у водах.
Півострів був одним з останніх притулків аборигенів, які тікали від іспанських конкістадорів, а також містить близько 140 археологічних пам'яток, пов'язаних із життям аборигенів, відомих як Гуанахатабей.